# Sint-Barbarapolder
Sint-Barbarapolder är en polder i Belgien.   Den ligger i provinsen Östflandern och regionen Flandern, i den nordvästra delen av landet, 70 km nordväst om huvudstaden Bryssel.
Trakten runt Sint-Barbarapolder består till största delen av jordbruksmark. Runt Sint-Barbarapolder är det ganska tätbefolkat, med 172 invånare per kvadratkilometer.